# کپل، ساسکاچوان
کپل، ساسکاچوان (به انگلیسی:Qu'Appelle, Saskatchewan) یک منطقهٔ مسکونی در کانادا است که در ساسکاچوان واقع شده‌است. کپل ۴٫۲۲ کیلومتر مربع مساحت و ۶۶۸ نفر جمعیت دارد و ۶۶۲٫۹۰ متر بالاتر از سطح دریا واقع شده‌است.